# Juan Antonio Payno
Juan Antonio Payno (Madrid, 1941) és un escriptor i economista espanyol. A l'edat de 19 anys va escriure la seva primera novel·la, El curso, amb la qual va guanyar el premi Nadal de 1961. Però, ben aviat, va abandonar la literatura per dedicar-se a la tasca docent. Doctor en Economia, va ser catedràtic d'Estructura Econòmica a la Universitat Complutense de Madrid, la Universitat del País Basc i la Universitat de Valladolid, i finalment a una de privada, fins que 35 anys després va publicar la seva segona obra: Romance para la mano diestra de una orquesta zurda. Va ocupar també diversos càrrecs en Serveis d'Estudis i al CSIC.

## Obra
- El curso (1962). Premi Nadal de novel·la.
- Romance para la mano diestra de una orquesta zurda (1997)